# Musée des transports de Nuremberg
Pour les articles homonymes, voir Musée des transports.
Le musée des transports de Nuremberg (Verkehrsmuseum Nürnberg) accueille dans son bâtiment central, le Musée DB (trains allemands) de la Deutsche Bahn AG (le plus ancien musée ferroviaire d'Allemagne) et le Musée de la Communication. Deux filiales du DB Musée ouvrent à Koblenz-Lützel et à Halle (Saale).
Depuis le début de février 2007, le nom officiel du musée de la DB est : musée de l'entreprise de la Deutsche Bahn AG. C'est un point d'ancrage de la route européenne du patrimoine industriel.

## Musée de la DB

### Histoire
En 1882, les chemins de fer de l'État de Bavière ont créé à Munich un petit musée consacré à l'histoire des chemins de fer bavarois. Ouvert au public à partir de 1885 (tous les mercredis après-midi de mai à octobre), il présentait des modèles réduits à l'échelle d'un dixième.
Conscient de l'héritage ferroviaire de sa région, le maire de Nuremberg - Georg von Schuh - organise le déménagement des collections jusqu'à sa ville. Il cède alors gratuitement à l'administration des chemins de fer un pavillon d'exposition vide (à l'emplacement de l'actuelle Norishalle sur le Marientorgraben).
En 1901, le musée est rebaptisé Musée royal bavarois des transports car il accueille un nouveau département consacré à la poste et à la télégraphie.
A côté du bâtiment, un terrain à bâtir (dans la Lessingstraße) propriété de la ville intéresse le musée. La ville prendra en charge une partie des frais de construction et organise en 1911 un concours d'architecte. Le premier coup de pioche est donné en été 1914, peu avant la Première Guerre mondiale qui interrompt les travaux. Le nouveau bâtiment achevé en 1925, dispose d'une surface d'exposition de 9 700 m2 : 8 500 m2 pour les chemins de fer et 1 200 m2 pour la poste. La séparation témoigne d'une séparation des ministères. À l'époque de la république de Weimar, le directeur Oskar Böttinger dirige la partie ferroviaire qui ouvre le 22 avril (1925) sous le nom de Bayerisches Verkehrsmuseum (musée bavarois des transports).
En 1935, le musée accueille l'Adler (la locomotive Aigle), une pièce maîtresse de la fin du XIXe siècle, avec deux voitures de première et de deuxième classe. Fermé en raison de la Seconde guerre mondiale, le bâtiment subit des raids aériens et de multiples pillages.
Partiellement ouvert en 1953, 18 000 visiteurs se succèdent dans les salles. La fréquentation est multipliée par cinq en 1969.
En 1973, les collections s'enrichissent d'une fresque réalisée par Alois Wünsche-Mitterecker en 1954 pour le hall de la gare de Würzburg. Quelques années après, la presse locale évoquait les « images moqueuses » dans cette « peinture grimaçante ». C'est pourquoi la Deutsche Bundesbahn fit retirer la peinture dès 1958 justifiant le détachement de plaques à la suite des secousses du trafic.
Le 1er juillet 1996, la Deutsche Bahn AG reprend le musée pour le prix d'achat symbolique d'un Deutsche Mark. Jürgen Franzke, auparavant directeur du musée de la culture industrielle de Nuremberg prend la tête de l'institution. La DB AG prévoyait à l'époque d'investir six millions de DM dans le musée jusqu'à son centenaire.
Le pic de fréquentation est atteint en 2009 (avec 130 000 visiteurs).
Le 2 mai 2011, Russalka Nikolov succède à Jürgen Franzke à la direction du musée. Depuis le 1er avril 2013, le musée est placé sous la responsabilité de la DB Museum Deutsche Bahn Stiftung gGmbH. Oliver Götze, qui était auparavant directeur adjoint du Musée de la communication de Berlin, lui a succédé le 6 juillet 2017.

#### Aménagement d'un bunker
En 1938, la Deutsche Reichsbahn a installé dans le sous-sol du musée des transports un centre de contrôle du trafic ferroviaire dans un bunker (BASA-Bunker Nürnberg). Après la Seconde Guerre mondiale, plusieurs transformations et aménagements ont suivi afin de rendre le bunker apte à une éventuelle guerre nucléaire. L'installation est devenue un bunker NBC et aurait dû servir de centre de contrôle du trafic ferroviaire pendant encore 14 jours après le déclenchement d'une troisième guerre mondiale. Les régions de Haute, Basse et Moyenne Franconie ainsi que le Haut-Palatinat, certaines parties de la Basse-Bavière et les terrains d'entraînement militaire de Hohenfels, Hammelburg, Grafenwöhr et Wildflecken devaient être commandés à partir de ce site.

## Expositions
Les expositions ont été remaniées au cours des dernières années. De manière chronologique le visiteur déambule dans les allées depuis les débuts l'aigle jusqu'à la réunification allemande. Au rez-de-chaussée se trouve le premier quart du XXe siècle mettant en avant les collections de la Deutsche Reichsbahn puis au premier étage, on trouve les locomotives d'Après-guerre ainsi que l'histoire de la DB et de la DR. Entre les deux étages se trouve l'exposition sur l'histoire des gares, qui n'a pas pu être déplacée à un autre endroit en raison de la salle d'attente impériale qui lui est associée, ainsi que la grande installation ferroviaire miniature, qui est commandée manuellement par un véritable poste d'aiguillage à l'échelle.
Depuis janvier 2013, le deuxième étage abrite sur plus de 1 000 m2 le KIBALA (Kinder-Bahnland). Les plus jeunes peuvent ainsi découvrir le fonctionnement des chemins de fer par le jeu.

### Véhicules au musée
Seule une petite partie des véhicules de musée du parc de la Deutsche Bahn est exposée au musée. La plupart d'entre eux sont en prêt ou se trouvent dans des sites extérieurs. L'exposition permanente de véhicules ferroviaires historiques comprend plusieurs pièces importantes :
- Voiture-salon du roi Louis II de Bavière

- Voiture-terrasse du roi Louis II de Bavière

- Voiture-salon d'Otto von Bismarck

- Un wagon à charbon original de 1829 (prêt permanent du National Railway Museum York) provenant de la mine de charbon de South Hetton près de Newcastle en Angleterre. Il s'agit du plus ancien véhicule ferroviaire conservé sur le continent européen.

- Wagon n° 8 de la Bayerische Ludwigsbahn. Plus ancien véhicule ferroviaire conservé en Allemagne.

- La plus ancienne locomotive à vapeur d'Allemagne (Nordgau) construite en 1853.

- La locomotive aérodynamique 05 001

- La locomotive « Phoenix » type « Crampton » des chemins de fer badois construite en 1863.

- La locomotive pour trains de voyageurs 38 2884

- Un fragment de l'automotrice diesel SVT 877 « Fliegender Hamburger »

- Un modèle de démonstration d'une partie d'une voiture d'extrémité de l'ICE 3.

### Exposition «Adler, Rocket & Co» 2010
A l'occasion du 175e anniversaire des chemins de fer en Allemagne, le musée a présenté du 6 août au 31 octobre 2010 l'exposition de véhicules Adler, Rocket & Co., dans laquelle on pouvait voir des locomotives pionnières de toute l'Europe :
| Appellation | Année de construction | Dernière mise en circulation | Pays d'origine      | Société                                   | Particularités |
| ----------- | --------------------- | ---------------------------- | ------------------- | ----------------------------------------- | --- |
| Rocket      | 1829                  | 1935                         | Royaume-Uni         | Liverpool and Manchester Railway          | Vainqueur de la course de Rainhill par George et Robert Stephenson                                                                                                 |
| Novelty     | 1829                  | 1980                         | Royaume-Uni / Suède | St Helens and Runcorn Gap Railway         | Locomotive de John Braithwaite et John Ericsson pour la course de Rainhill                                                                                         |
| Sans Pareil | 1829                  | 1980                         | Royaume-Uni         | Liverpool and Manchester Railway          | Locomotive de Timothy Hackworth pour la course de Rainhill |
| Marc Seguin | 1829                  | 1987                         | France              | –                                         | Locomotive de Marc Seguin avec grands ventilateurs dans le tender                                                                                                  |
| Adler       | 1835                  | 1950                         | Royaume-Uni         | Ludwigseisenbahn                          | Première locomotive en Allemagne, construite à Newcastle par George et Robert Stephenson                                                                           |
| Saxonia     | 1838                  | 1989                         | Allemagne           | Leipzig-Dresdner Eisenbahn-Compagnie      | Première locomotive construite en Allemagne |
| Beuth       | 1844                  | 1912                         | Allemagne           | Berlin-Anhaltische Eisenbahn-Gesellschaft | Première locomotive construite en Allemagne par August Borsig |
| Licaon      | 1851                  | –                            | Autriche            | Kaiser Ferdinands-Nordbahn                | Après transformation, en service jusqu'en 1937 environ, une des plus anciennes locomotives en état de marche au monde                                              |
| Gamle Ole   | 1869                  | 1929                         | Ecosse              | Jysk-Fyenske Jernbaner                    | Locomotive de manœuvre construite par Chaplin & Co. à Glasgow, acquise pour les manœuvres dans le port d'Aarhus, reconstruite en 1929 à partir de pièces d'origine |
| 05 001      | 1935                  | –                            | Allemagne           | Deutsche Reichsbahn                       | La série de locomotives à vapeur allemande la plus rapide |
| 10 001      | 1956                  | –                            | Allemagne           | Deutsche Bundesbahn                       | Dernière locomotive à vapeur pour trains rapides construite en Allemagne par Krupp                                                                                 |

### Modèles réduits
Un autre trésor du musée DB est la collection de 160 modèles réduits à l'échelle 1:10, constitué à la fin du XIXe siècle.
Une installation ferroviaire miniature de 80 m2 prend place dans le Modellarium, ouvert depuis avril 2015. A côté plus de 2000 modèles à l'échelle 1:5 à 1:700sont soigneusement exposés dans les vitrines adjacentes.

### Bibliothèque et archives
Le bâtiment du musée DB abrite une bibliothèque avec environ 40 000 titres sur le thème des chemins de fer. Au milieu des années 1960, la bibliothèque comptait seulement 23 000 volumes. Des archives sur les transports lui étaient rattachées, dans lesquelles étaient stockés les dossiers de l'administration bavaroise des transports de 1806 à 1920 (environ 90 000 dossiers).
Les magasins du musée comptent 4 kilomètres de rayonnages de documents, environ 1,2 million de négatifs photographiques, presque 100 000 graphiques et plus de 10 000 objets.

## L'incendie du 17 octobre 2005

### Dégâts
Dans la nuit du 17 au 18 octobre 2005, la remise à locomotives du musée située dans le dépôt de la gare centrale de Nuremberg a brûlé. La remise à locomotives ne se trouvait pas - comme le dépôt de véhicules - dans l'espace extérieur accessible aux visiteurs à proximité immédiate du musée, mais dans le dépôt de Nuremberg Ouest, situé à environ quatre kilomètres dans le quartier de Gostenhof.
A 19h45, le conducteur de la locomotive 232 403 a remarqué l'incendie. A 20h00, des véhicules de pompiers des cinq gardes des pompiers professionnels de Nuremberg, les pompiers de l'usine de l'ancienne société de vente par correspondance Quelle et plusieurs pompiers volontaires étaient sur place. Les locomotives diesel stationnées devant la remise circulaire ont pu être avancées jusqu'au bord de la plaque tournante et n'ont donc subi que de légers dommages. Au bout de 30 minutes, le toit de la remise s'est effondré du fait de bouteilles de gaz entreposées.
La V 80 002 et la V 200 002 ont brûlé bien après minuit. Le charbon dans les bacs à charbon de la 23 105 et de la 86 457 a continué à flamber jusqu'au lendemain matin. Au total, 19 locomotives et automotrices historiques du musée ont été détruites ou endommagées lors de l'incendie. Il s'agissait notamment des véhicules suivants :
| Locomotives                                                           | Fabricant                               | Année |
| --------------------------------------------------------------------- | --------------------------------------- | ----- |
| Reproduction de la locomotive "Adler" avec trois de ses quatre wagons | Atelier de réparation de Kaiserslautern | 1935  |
| 01 150                                                                | Henschel                                | 1935  |
| 23 105                                                                | Jung                                    | 1959  |
| 45 010                                                                | Henschel                                | 1941  |
| 50 622                                                                | Henschel                                | 1941  |
| 86 457                                                                | DWM                                     | 1942  |
| 89 801                                                                | Krauss                                  | 1921  |
| (98 319)                                                              | Krauss                                  | 1908  |
| E 75 09                                                               | Maffei                                  | 1928  |
| 360 115                                                               | MaK                                     | 1956  |
| 360 150                                                               | MaK                                     | 1957  |
| 360 151                                                               | MaK                                     | 1957  |
| V 80 002                                                              | Krauss-Maffei                           | 1952  |
| V 100 1023                                                            | MaK                                     | 1961  |
| V 100 2023                                                            | MaK                                     | 1963  |
| V 100 2330                                                            | MaK                                     | 1966  |
| V 200 002                                                             | Krauss-Maffei                           | 1953  |
| 627 001                                                               | MaK                                     | 1974  |

À partir de la mi-avril 2006, les restes de la remise ont été démolis. La réplique opérationnelle de l'Adler, la locomotive du premier chemin de fer allemand entre Nuremberg et Fürth, datant de 1935, a été fortement endommagée par l'incendie. Après deux ans de reconstruction, l'Adler était à nouveau opérationnelle en octobre 2007 et est arrivée au musée des transports de Nuremberg le 23 novembre 2007. Des députés du Bundestag, un membre du directoire de la DB AG et le ministre-président de Bavière de l'époque, Günther Beckstein, ont participé au premier voyage de l'Adler restauré le 26 avril 2008.
De même, la locomotive à vapeur pour trains de marchandises 45 010 et la locomotive électrique E 75 09 ont été gravement endommagées dans l'incendie. La 01 150 a été remise en état de marche à l'usine de Meiningen entre 2010 et 2012, financée par les dons de nombreux amis du rail.